# Selkingen
Selkingen is een plaats en voormalige gemeente in het Zwitserse kanton Wallis, en maakt sinds 1 oktober 2000 deel uit van de gemeente Grafschaft in het district Goms.
- Historisch woordenboek van Zwitserland: 002699
- Virtual International Authority File: 234368226